# Fitas do desafio
Fitas do desafio, também conhecidas como fitas da vergonha, é um termo que se refere a uma prática de gestão japonesa de dar fitas com críticas aos funcionários que não atendem às expectativas da gestão. De acordo com alguns autores, nos programas de gestão japoneses, os funcionários que participam de exercícios de verdade declaram as fraquezas que são conhecidas por causar erros no passado. Também faz parte da aula de treinamento em administração japonesa de Kanrisha Yosei Gakko.

## Na cultura popular
As fitas da vergonha ganharam popularidade no Ocidente após aparecem no filme de 1986 Fábrica de Loucuras, estrelado por Michael Keaton.